# Gustav Böhm (Schriftsteller)
Gustav Böhm (* 27. Januar 1874 in Augsburg; † 3. Juli 1944 in Göggingen bei Augsburg) war ein bayrisch-schwäbischer Jurist und Schriftsteller.
Gustav Böhm, der Sohn eines bekannten Advokaten und Schwurgerichtsverteidigers, besuchte das humanistische St. Stephans-Gymnasium in Augsburg und studierte anschließend wie sein Vater Jura. Nach Abschluss des Studiums und der Promotion zum Dr. jur. ließ er sich als Rechtsanwalt in Göggingen bei Augsburg nieder. Das literarische Œuvre von Böhm, der als moderner Romantiker gilt, ist relativ schmal. Neben Erzählungen und zwei Romanen veröffentlichte er auch einige lyrische Werke und war in den 1930er Jahren auch im Rundfunk präsent.

## Werke
- Zwanzig Gedichte. Lampart & Comp., Augsburg 1926.
- Des Faustinus Grobianus Querkopf empfindsame Reise an den Bodensee. See-Verlag, Konstanz [1927].
- Die Kinder von St. Radegundis. Adolf Bonz & Comp., Stuttgart [1930].
- Die Apotheke zum silbernen Mond. Haas & Grabherr, Augsburg 1936.